# スウェイ (曲)
「スウェイ」は、大久保海太通算4枚目のシングル。2000年4月5日発売。発売元はアンティノス・レコード。

## 解説
リリース時期の春らしく、濃厚なピンク色が目を引くCDジャケットとなっている。オートバイに乗る姿を写した大久保自身の写真も小さく掲載されているが、千葉県の南船橋と幕張のあいだ辺りを走る湾岸道路で撮影されたものと思われる。CD帯のコピーは「揺れるのアリ、たぶんね。」。
CDパッケージでの販売は終了しているが、音楽配信サービスでの購入が可能（2008年現在）。

## 収録曲
1. スウェイ（5:26）
  - 作詞・作曲: 大久保海太
2. NECKLACE（5:08）
  - 作詞・作曲: 大久保海太

※編曲者の表記はなし。

## 関連作品
- スウェイ

ギン
- NECKLACE

アルバム未収録